# Tim Dog
Tim Dog, de son vrai nom Timothy Blair (3 janvier 1967 dans le Bronx, New York–14 février 2013 à Atlanta, Géorgie,,,) est un rappeur américain. Il se popularise au début des années 1990 avec son premier album Penicillin on Wax et la diss song Fuck Compton. Tim a déjà collaboré avec Ultramagnetic MCs, avant de former le duo Ultra avec Kool Keith. Fuck Compton est cité par le magazine XXL dans son « top 25 des diss songs de tous les temps ».
Le 14 février 2013, la presse rapporte le décès de Tim Dog à cause de complications liées au diabète. En mai 2013, une enquête est menée pour savoir si Dog ne simule pas sa mort,,.

## Biographie
Tim Dog est surtout connu pour la diss song Fuck Compton qui, sortie en 1991 sur son album Penicillin on Wax, a selon de nombreux observateurs, déclenché la rivalité East Coast/West Coast. Ce titre, qui s'en prend principalement à Dr. Dre, fait connaître le rappeur de la côte Est dans le milieu du hip-hop, à défaut d'être un réel succès commercial.
Les années 2000 sont marquées par la sortie des deux albums, Immortal et BX Warrior. En 2011, une affaire d'escroquerie se solde par une condamnation à cinq ans de prison avec sursis, Tim Dog s'étant fait avancer au moins 32 000 dollars par des femmes célibataires via un site internet de rencontres pour financer un best of qui n'est jamais publié. 
Souffrant de diabète depuis plusieurs années, il est déclaré mort le 14 février 2013 des suites d'une complications de ce diabète,. Cependant, l'enterrement est annulé et aucun certificat de décès ou d'autopsie n'existe. Sa famille se tient à l'écart des médias pour des raisons religieuses. En mai 2013, il est soupçonné d'avoir simulé sa mort pour éviter de rembourser ses dettes. 
Le 15 septembre 2014, NBC News confirme finalement le décès, initialement contesté, de Tim Dog en date du 14 février 2013. Au même moment un certificat de décès est déposé dans le comté de Dekalb, en Géorgie, mettant fin aux spéculations selon lesquelles ce dernier se serait fait passer pour mort afin d'échapper à la justice.

## Discographie

### Albums studio
- 1991 : Penicillin on Wax
- 1993 : Do or Die
- 2002 : Immortal
- 2006 : BX Warrior

### Albums collaboratifs
- 1996 : Big Time (avec Kool Keith)
- 2009 : Project X: Iconic (avec Kool Keith)

### Singles
- 1991 : Fuck Compton
- 1992 : Bronx Nigga
- 1992 : Step to Me
- 1992 : I Aint Takin No Shorts
- 1993 : Skip to My Loot (avec Smooth B de Nice & Smooth)
- 1993 : I Get Wrecked (avec KRS-One)
- 1994 : Bitch Wid a Perm (diss song contre Snoop Dogg)
- 1995 : Make Way for the Indian (avec Apache Indian)